# RABe 523
Les RABe 523 sont des automotrices des Chemins de fer fédéraux suisses, la première version du Stadler FLIRT.

## Histoire
Les rames font aussi partie de l'ancien REV (réseau express vaudois), maintenant appelé Réseau express régional vaudois. Elles circulent sur les lignes S1, S2, S3, S4, S5 et parfois sur la ligne RE de Payerne - Lausanne, tandis que les Dominos circuleront sur les lignes S9, S11, S31. 90 % de leur plancher est surbaissé. Les Flirt contiennent une toilette accessible aux voyageurs à mobilité réduite.
Ces dernières rames contiennent plusieurs écrans affichant les arrêts du véhicule ainsi que les heures de départs. Le RER vaudois en possède 47. De nouvelles rames TSI (14) ont été achetées par le canton de Vaud et les CFF. Elles sont numérotées 523 101 à 523 114.
En 2021, 7 nouveaux trains longues distances nommées Mouette, sont en cours d'essais et d'approbation. Ils sont numérotés 523 501 à 523 511, et seront en service InterRegio à partir de 2023 sur la ligne IR 36 entre Bâle CFF - Brugg - Zürich-Aéroport et dès 2026 sur l'axe IR 56 entre Bâle CFF - Delémont - Bienne/Biel. Chacune de ces rames propose 27 places assises en première classe et 154 en deuxième classe et peuvent circuler en UM (Unité Multiple). Une option de 7 autres rames (508 à 514) est prévue,,.

## Galerie de photos

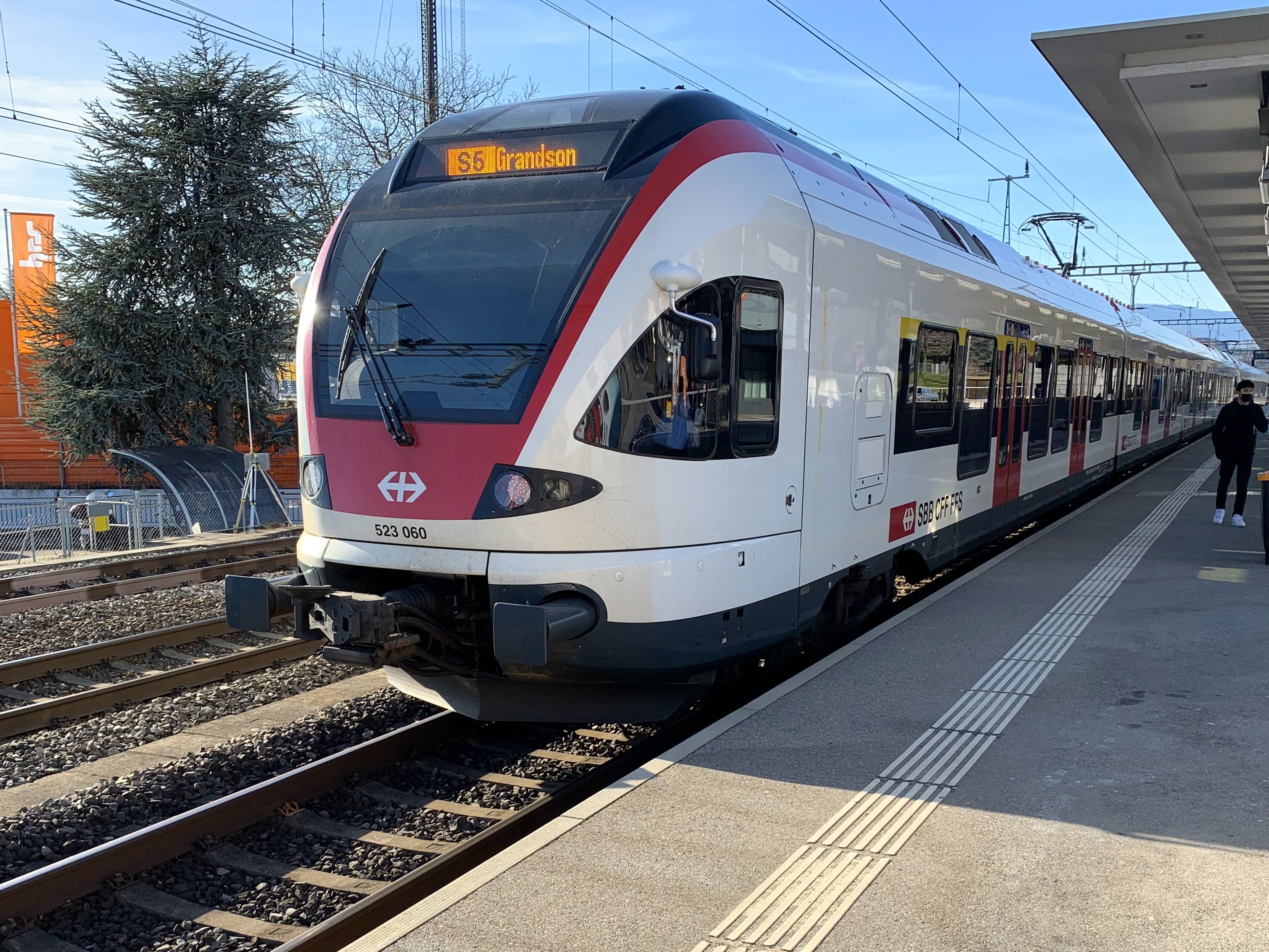
Flirt3 RABe 523 060, du RER-Vaud
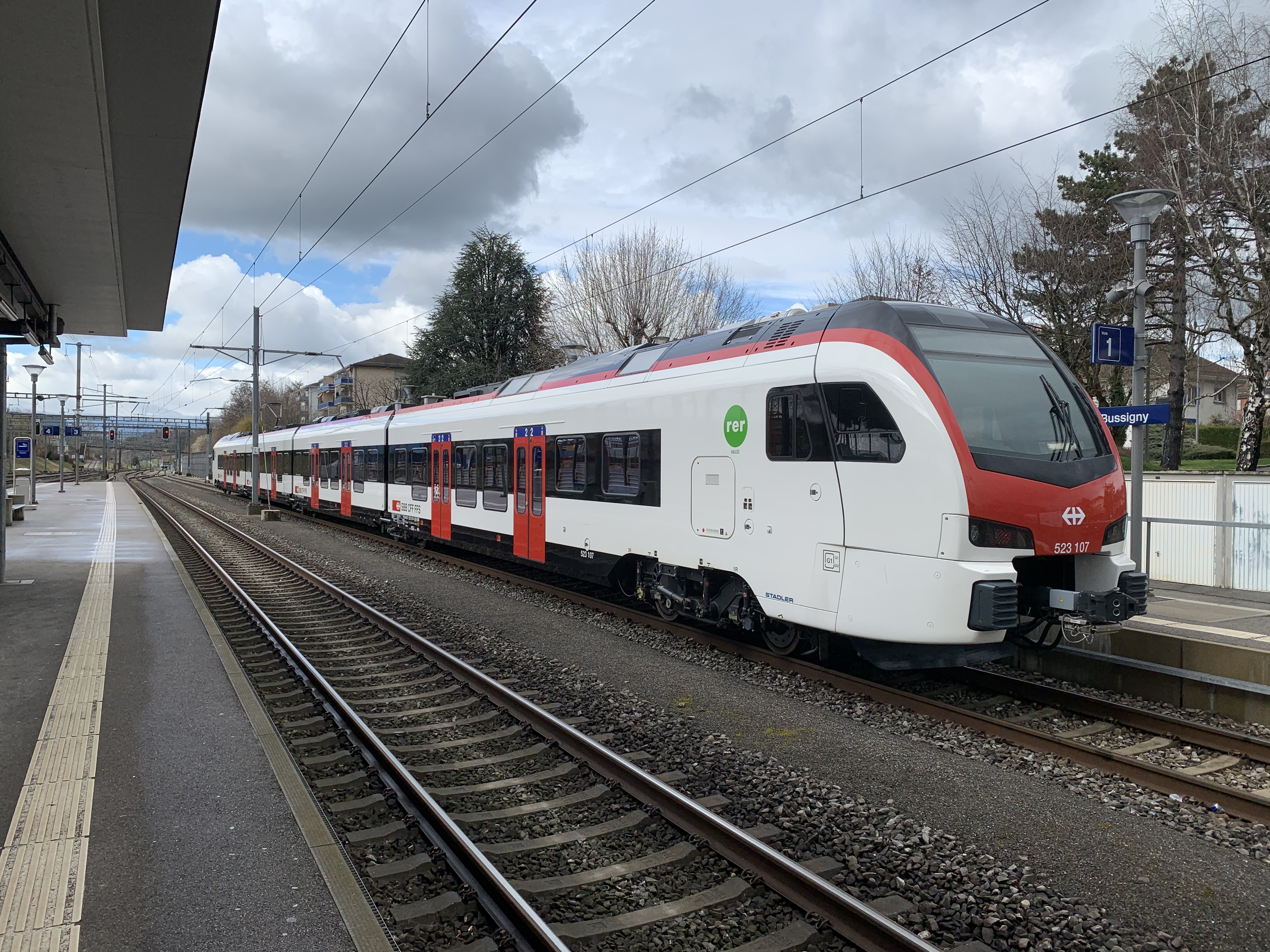
Flirt3 RABe 523 107, du RER-Vaud
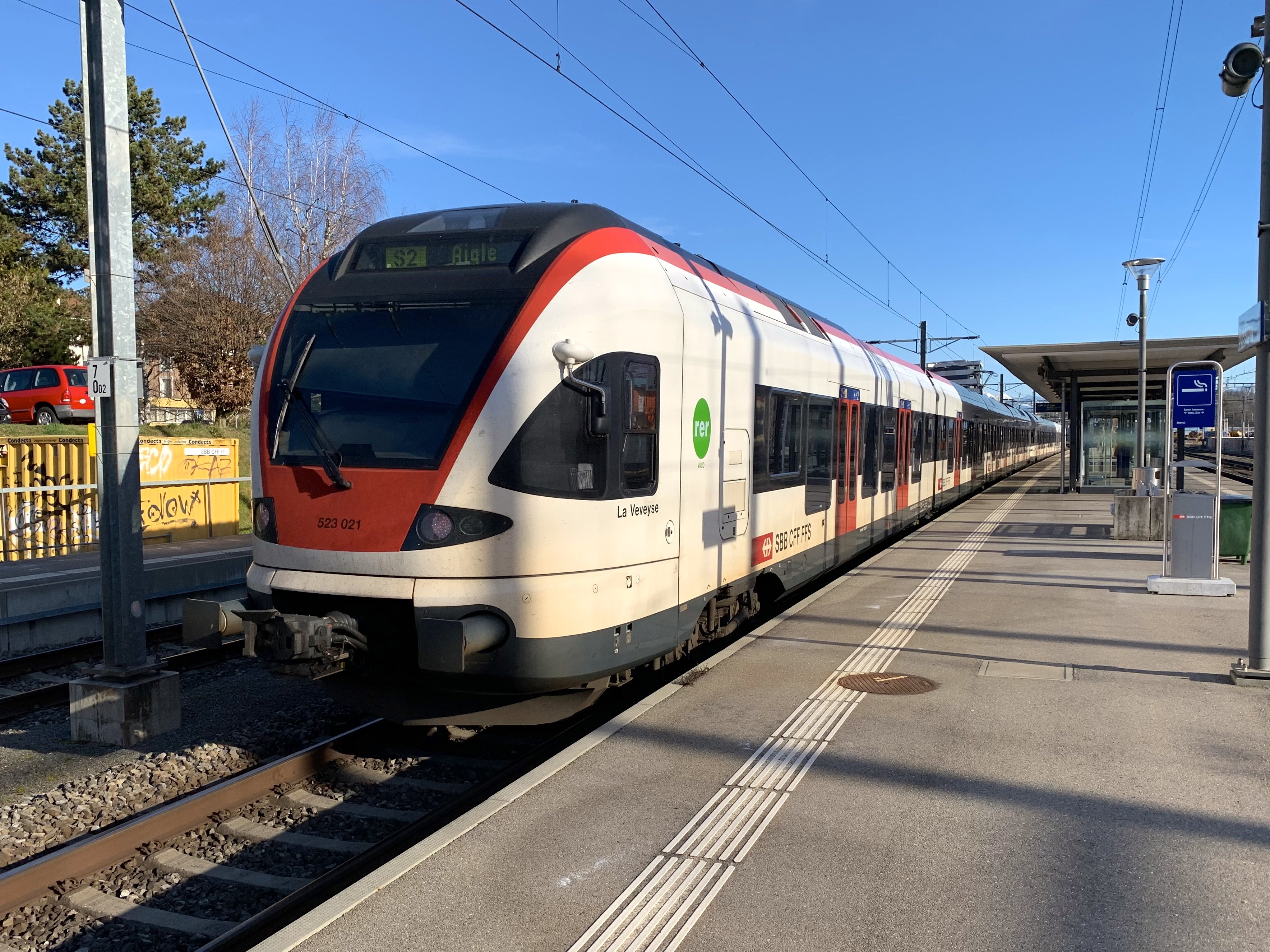
Flirt3 RABe 523 021, du RER-Vaud
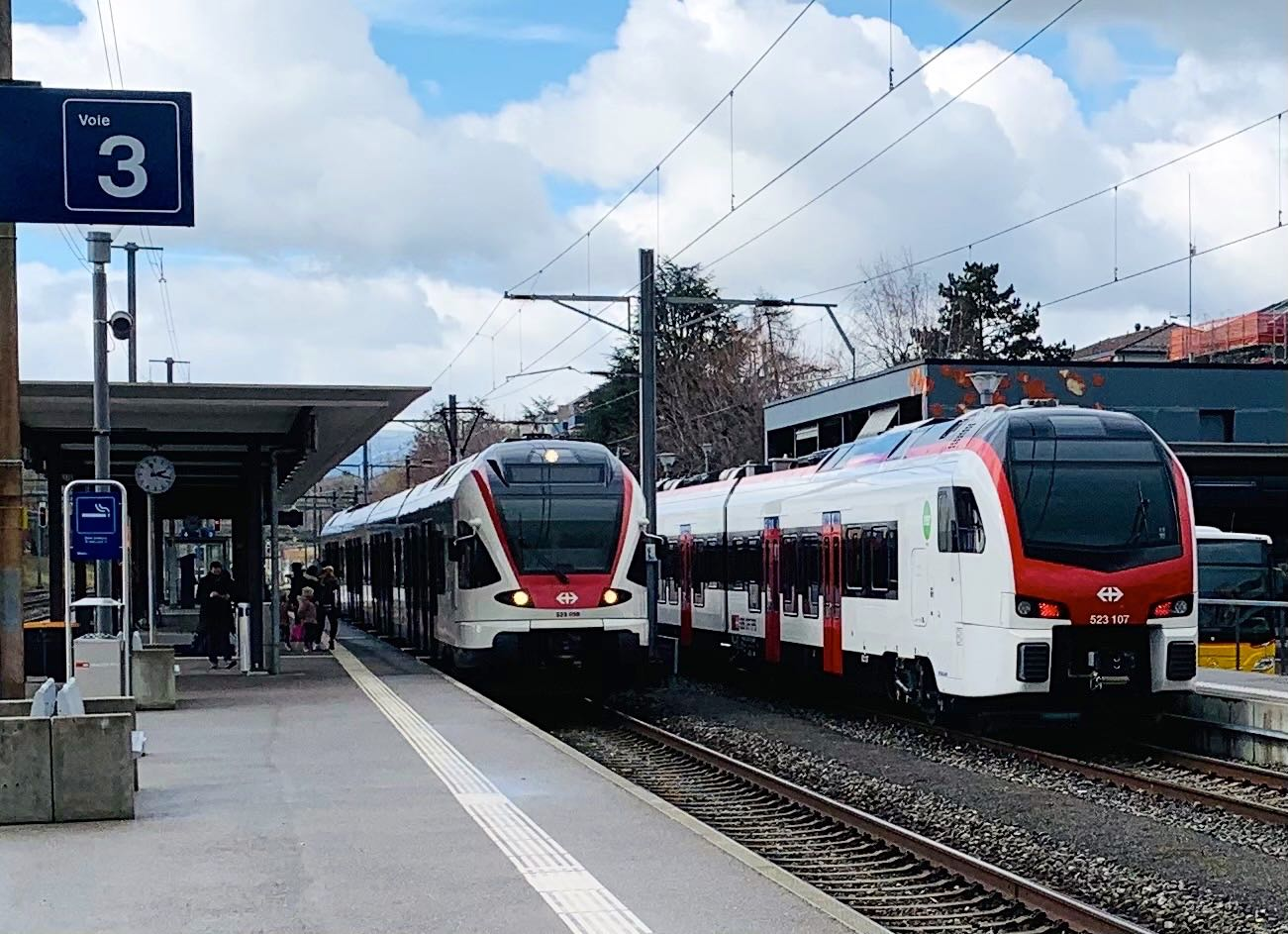
RABe 523, 1ère et 2ème série du RER-Vaud